# Памятник космонавту Волкову
Па́мятник Владисла́ву Во́лкову — памятник советскому лётчику-космонавту Владиславу Волкову. Установлен 7 августа 1975 года на улице, которая с 1971 года носит его имя. Авторами проекта являлись скульптор Георгий Тоидзе и архитекторы И. М. Студеникин и Борис Тхор. В 2007 году монументу присвоили статус выявленного объекта культурного наследия.
Бронзовый бюст лётчика помещён на гранитный полированный цилиндрический постамент. Его огибает обрывающаяся «орбита» из того же материала, что и скульптура космонавта, и символизирует прерванный полёт Волкова на «Союзе-11», когда погиб весь экипаж корабля. На пьедестале расположена посвятительная надпись: «Летчику-космонавту Волкову Владиславу Николаевичу», а ниже изображены полученные им награды — две медали Героя Советского Союза. Основанием мемориала служит трапециевидная площадка из лабрадорита, на которой титановые звёзды и две полосы, напоминающие о полётах Владислава Волкова: в 1969 году на корабле «Союз-7» и последний в 1971-м.